# Engelbert Wistuba
Engelbert Clemens Wistuba (* 10. Februar 1953 in Mügeln) ist ein deutscher Politiker (SPD).

## Leben und Beruf
Nach dem Besuch der Polytechnischen Oberschule absolvierte Wistuba von 1969 bis 1972 eine Berufsausbildung mit Abitur zum Chemiefacharbeiter. Anschließend leistete er bis 1974 seinen Wehrdienst bei der Nationalen Volksarmee ab. Danach war er, zunächst als Anlagenfahrer, bei den Stickstoffwerken Piesteritz tätig. 1977 begann Wistuba ein Fernstudium der chemischen Technologie, welches er 1982 als Ingenieur beendete. Er war dann noch bis 1998, zuletzt als Schichtleiter, bei den Stickstoffwerken Piesteritz tätig.
Engelbert Wistuba ist verheiratet und hat drei Kinder.

## Partei
Wistuba trat 1989 in die Sozialdemokratische Partei in der DDR (SDP) ein. Von 1997 bis 1998 gehörte er dem Landesvorstand der Arbeitsgemeinschaft für Arbeitnehmerfragen in Sachsen-Anhalt an.

## Abgeordneter
Von 1990 bis 1994 gehörte er dem Kreistag des Landkreises Wittenberg an.
Von 1998 bis 2009 war Wistuba Mitglied des Deutschen Bundestages. Nachdem er seit Oktober 2002 schon stellvertretender Sprecher war, wurde er hier seit April 2005 Sprecher der Landesgruppe Sachsen-Anhalt in der SPD-Bundestagsfraktion. 
Engelbert Wistuba zog stets als direkt gewählter Abgeordneter des Wahlkreises Wittenberg – Gräfenhainichen – Jessen – Roßlau – Zerbst bzw. seit 2002 des Wahlkreises Anhalt in den Bundestag ein. Bei der Bundestagswahl 2005 erreichte er hier 33,6 % der Erststimmen.
Wistuba scheiterte bei der Bundestagswahl 2009 am 27. September im Bundestagswahlkreis Dessau – Wittenberg (Wahlkreis 71) beim Kampf um das Direktmandat mit 18,4 % der Erststimmen. Da er nicht auf einem der ersten drei Plätze auf Landesliste der SPD stand, schied er aus dem Bundestag aus.